# Thallarcha chionea
Thallarcha chionea là một loài bướm đêm thuộc phân họ Arctiinae, họ Erebidae.